# Milenio
Le Milenio est un journal quotidien mexicain fondé en 1974. Il appartient au groupe de presse Grupo Editorial Milenio.
Son siège social se trouve dans la ville de Monterrey, dans l'État de Nuevo León.
Le Milenio a été accusé de soutenir le candidat de droite Enrique Peña Nieto lors de l'élection présidentielle de 2012.